# Ungarische Eishockeyliga 1998/99
Die Saison 1998/99 war die 62. Spielzeit der ungarischen Eishockeyliga, der höchsten ungarischen Eishockeyspielklasse. Meister wurde zum insgesamt zweiten Mal in der Vereinsgeschichte Alba Volán Székesfehérvár.

## Modus
In der Hauptrunde absolvierte jede der vier Mannschaften insgesamt 30 Spiele. Die beiden Erstplatzierten der Hauptrunde qualifizierten sich für das Meisterschaftsfinale. Für einen Sieg erhielt jede Mannschaft zwei Punkte, bei einem Unentschieden gab es einen Punkt und bei einer Niederlage null Punkte.

## Hauptrunde

### Tabelle
|    | Klub                      | Sp | S  | U | N  | Tore    | Punkte |
| -- | ------------------------- | -- | -- | - | -- | ------- | ------ |
| 1. | Alba Volán Székesfehérvár | 30 | 19 | 4 | 7  | 149:99  | 42     |
| 2. | Dunaferr Dunaújváros      | 30 | 20 | 2 | 8  | 131:78  | 42     |
| 3. | Ferencvárosi TC           | 30 | 9  | 4 | 17 | 115:141 | 22     |
| 4. | Újpesti TE                | 30 | 6  | 2 | 22 | 90:167  | 14     |

Sp = Spiele, S = Siege, U = unentschieden, N = Niederlagen, OTS = Overtime-Siege, OTN = Overtime-Niederlage, SOS = Penalty-Siege, SON = Penalty-Niederlage

## Playoffs

### Spiel um Platz 3
- Újpesti TE - Ferencvárosi TC 0:2 (2:4, 4:12)

### Finale
- Alba Volán Székesfehérvár - Dunaferr Dunaújváros 4:2 (3:2, 2:3, 2:3, 6:4, 3:1, 5:4 n. V.)